# ليروي روسينيور
ليروي روسينيور (بالإنجليزية: Leroy Rosenior)‏ (من مواليد 24 أغسطس 1964) هو مدرب كرة قدم محترف وناشط. إنه لاعب كرة قدم محترف سابق تضمنت أندية ه فولهام وكوينز بارك رينجرز (الذي ظهر كبديل له في نهائي كأس رابطة الأندية 1986 ) وبريستول سيتي وست ويست هام يونايتد . مثل روزنيور مسقط رأسه إنجلترا كشخص دولي للشباب، قبل أن يتحول رسمياً لتمثيل فريق سيراليون الوطني لكرة القدم .
قام Rosenior بإدارة أندية منها Gloucester City و Merthyr Tydfil و Torquay United وBrentford وكان مساعداً لغاري بيترز في Shrewsbury Town.
في عام 2007 كان قد مضى عقد لتدريب نادي توركاي يونايتد قبل أن تقوم الإدارة الجديدة بفسخ عقده بعد 10 دقائق بسبب تضارب مع اتفاقهم مع مدرب أخر، مما جعل ليروري أسرع مدرب في التاريخ يتم إقالته وأقل مدرب كفترة تدريب.
حصل عام 2018 على وسام الإمبراطورية البريطانية تكريما لجهوده في مكافحة العنصرية، ويعد نجله ليام لاعب كرة قدم محترف يلعب في نادي برايتون أند هوف ألبيون.

## مسيرته كلاعب

### مع الأندية
كان روزنيور مهاجمًا في معظم حياته المهنية رغم أنه في نهاية أيام لعبه في غلوستر سيتي ، ظهر أيضًا في مركز الظهير، حتى في مرمى كينغستونيان . بدأ في فولهام ، كما لعب مع كوينز بارك رينجرز ، وست هام يونايتد ، وتشارلتون أثليتيك ، وبريستول سيتي ، وفليت تاون .

### مسيرته الدولية
ولعب مع منتخب إنجلترا تحت سن 16 وما دون 21 عامًا لكنه تحول لاحقًا لتمثيل منتخب سيراليون الوطني. في المجموع، حصل على مباراة واحدة مع سيراليون ضمن تصفيات كأس الأمم الأفريقية 1994 ضد توجو في كوناكري في 9 يناير 1993. توغو انسحبت في وقت لاحق من المنافسة.

## مسيرته كمدرب
بعد فترة من توليه منصب المدير الإداري لفريق شباب مدينة بريستول سيتي، كان روزنيور أول منصب إداري في فريق غلوستر سيتي الذي يلعب في الدوري الجنوبي الممتاز. شهد أول موسم كامل له في البطولة أن يخسر غلوسستر تكراراً ثالثًا في نصف نهائي كأس الاتحاد الإنجليزي لكرة القدم أمام داجنهام وريدبريدج وهزمت ساليسبري سيتي في اليوم الأخير من الموسم مكانًا في مؤتمر كرة القدم، حيث تم الترويج لمنافسين محليين شلتنهام تاون . غادر روزنيور الموسم التالي، وتولى فريق الاحتياط في بريستول سيتي.
عاد روزنيور إلى خارج الدوري، حيث أدار ميرثير تيدفيل قبل انتقاله إلى توركاي يونايتد من يوليو 2002 إلى يناير 2006 ، عندما غادر النادي بالاتفاق المتبادل بعد هزيمة 3-1 على أرضه أمام روكديل . في موسمه الثاني، تولى توركواي ترقية إلى دوري كرة القدم الأول ، لكنه لم يتمكن من الاحتفاظ بها هناك، حيث عانى من الهبوط في اليوم الأخير من الموسم. أشارت العودة إلى دوري كرة القدم الثانية لرحيل أليكس راسل وأديبايو أكينفينوا ، وهما من أفضل لاعبي النادي. بعد أن تعرض ليروي بالقرب من قاع الدوري لنصف الموسم، غادر ليروي النادي في النهاية بموافقة متبادلة.
في مارس 2006 ، تم تعيينه أول مدرب للفريق في Shrewsbury Town ، حيث عمل مساعدًا للمدير Gary Peters . غادر في يونيو 2006 لتولي المنصب الإداري في برينتفورد ، خلفاً لمارتن ألين . 20 عامًا، قام باستبدال ألين عندما جاء كبديل في نهائي كأس رابطة الأندية 1986. بعد خمسة أشهر من تعيينه، غادر روزنيور النادي،  بعد سلسلة من 16 مباراة دون فوز، والتي توجت بهزيمة 4-0 على أرضه أمام كروي ألكسندرا .
كان من المقرر أن يتولى تدريب المنتخب الوطني السيراليوني لمباراة ودية ضد ليتون أورينت في مايو 2007 ،  وفازوا 4-2. أعلن في مايو 2007 أنه سيتولى مسؤولية سيراليون في تصفيات الأمم الأفريقية القادمة.

### رقم قياسي
عاد Rosenior إلى Torquay United كمدرب رئيسي في 17 مايو 2007 ، ليحل محل Keith Curle ،  ولكن تمت إقالته بعد 10 دقائق، مما أعطاه الرقم القياسي لأقصر فترة حكم في تاريخ كرة القدم الإنجليزية. كان هذا لأنه في نفس الوقت تم شراء Torquay من قبل كونسورتيوم محلي قام بتركيب كولين لي كرئيس تنفيذي، والذي قام بعد ذلك بتعيين لاعب Gulls السابق ومساعد مدير Exeter City Paul Buckle كمدير.

## الجوائز

### كمدرب
- تمت ترقيته إلى الدوري الأول مع توركواي يونايتد في مايو 2004.

## أنشطة خارج كرة القدم
عمل ريسينيور كمقدم ومدير في G-Sports ، وهي قناة أفريقية للدفع لكل عرض، وتغطية BBC لكأس إفريقيا للأمم 2008 . ومن بين الأعمال الأخرى التي قام بها مذيعون BBC Radio 5 Live وكذلك The League League Show و The League Cup Show على تلفزيون BBC. كما ظهر إلى جانب زميله السابق غرايم مورتي والمقدم جيمس ريتشاردسون في بي بي سي ساوث، بي بي سي ساوث ويست، بي بي سي ويست المحلي ليلة الاثنين لكرة القدم جولة المتابعة، ضربة البداية .
روسنيور من رواد الحملة المناهضة للعنصرية في كرة القدم البريطانية، وهي تسافر إلى البلاد للعمل كسفير لحملة «إظهار بطاقة العنصرية» . في عام 2018 حصل على MBE عن عمله في معالجة التمييز في كرة القدم وفي أي مكان آخر في المجتمع.

## روابط خارجية
- لين الذاكرة: ليروي روزينيور
- ليروي روزنيور
- ليروي روزينيور إحصائيات إدارة مهنة